# Jozef Kočiš
Jozef Kočiš (23. ledna 1928 Hurbanovo – 4. ledna 2013 Beluša) byl slovenský historik a archivář. Patří mezi uznávané teoretiky archivistiky jako vědy. Rozpracoval metodiku zpracování a zpřístupňování archivních fondů historických žup od 16. do 20. století.

## Život
Vystudoval historii a archivnictví na Filozofické fakultě v Bratislavě. Vybudoval archív v Bytči. Začátkem května 1955 se stal ředitelem Štátneho archívu v Bytči, který byl jeho celoživotním působištěm až do odchodu do důchodu v roce 1990.
Mimo Státní archív v Bytči, působil také v centrálních archívních orgánech, které existovaly v rámci Slovenské archivní správy. V letech 1971 – 1992 byl členem Vědecké archivní rady v Bratislavě a od roku 1978 také členem redakční rady časopisu Slovenská archivistika.
Akademický titul doktor filozofie získal v roce 1970.
V roce 1977 po obhájení kandidátské práce na téma „Stoličná správa na Orave a v období feudalizmu“ mu udělilo Vědecké kolégium Slovenské akademie věd (SAV) pro vědu o společnosti titul kandidát historických věd.
J. Kočiš pracoval v poradních orgánech a komisích Historického ústavu SAV v Bratislavě, byl členem Slovenské historické společnosti (SHS). Působil jako člen Vlastivědného sborníku Považí, v redakční radě sborníku Střední Slovensko a v hodnotící komisi odboru archivnictví.
Po ukončení vysokoškolského studia pracoval jako vědecký pracovník v Slovenském ústředním archívu v Bratislavě. O rok později bylo publikované vládní nařízení o vzniku státních archívů v jednotlivých krajích. Slovenská archivní správa, jako nový celoslovenský řídící orgán pro archívy v rámci Povereníctva vnútra, získala pro účely Státního archívu v Žilinském kraji zámek v Bytči s velkými prostory. Tady se v roce 1955 stal ředitelem nově založeného státního archívu, který byl jeho celoživotním působištěm až do odchodu do důchodu v roce 1990 a přivedl jej mezi přední slovenské archivní instituce.
Jozef Kočiš je autorem několika syntetických a analytických archivních pomůcek – průvodců, katalogů a archivních inventářů a průkopníkem při přípravě edicí pramenů k dějinám slovenského národního hnutí v 19. století. V rámci svého vědeckého a odborného působení publikoval v časopisu Slovenská archivistika. Rozšířil prameny k slovenským dějinám o výsledky výzkumů archivních dokumentů v Maďarsku, Polsku, Jugoslávii, Rakousku, Francii a Itálii.
Jako sestavovatel publikace „Sprievodca po archívnych fondoch Štátneho archívu“ v Bytči pomáhal zpřístupnit archivní dokumenty historických žup, soudů a služebních úřadu a dalších institucí z území Liptova, Oravy a Turca. Jeho největším zájmem byla inventarizace korespondence bytčanských Thurzovců v letech 1541 – 1626 a inventář oravského župního archivu z období feudalizmu z let 1584 – 1849.
Spolupracoval na přípravě publikace Bytča 1378 – 1978, která byla vydaná k šestistému výročí města. Napsal monografii pod názvem Bytčiansky zámok.
Největší pozornost vzbudil populárně-naučnými díly. V publikaci Alžběta Báthoryová a jej obete, lze najít plastický obraz zákulisí případu Alžběty Báthoryové, kde na základě autentických dokumentů autor zasáhl do rozšířených nepřesných představ o činnosti a smrti čachtické paní, některých jejích přisluhovaček a také o postupu palatína Thurzu při souzení jejích zločinů.
Výsledkem dlouhodobé práce je i odborná publikace „Neznámý Jánošík“, ve které J. Kočiš přináší netradiční a skutečně neznámý portrét bývalého kuruce, císařského vojáka a pak také „hôrneho chlapca“ Juraja Jánošíka. Slovenskou literaturu faktu obohatila i jeho další úspěšná publikace o hradech středního Považí „Od Čachtic po Strečno“. V roce 1993 J. Kočiš vydává publikaci o nevšední ženě, manželce, matce, spravedlivé a milosrdné šlechtičně – Žofii Bošňákové.
O svých pracích také přednášel v Domě slovenské kultury v Praze. O spolupráci ho požádala japonská televizní společnost „Stream“ při přípravě a natáčení dokumentárního filmu o Alžbětě Báthoryové.
Své odborné poznatky poskytl i zahraničním spisovatelům, např. Michaelovi Farin (Heroine des Grauens – Elisabeth Báthory – 1989), Raymondovi T. McNally (Dracula Was a Woman – 1994) a Tonymu Thorne (Countess Dracula – 1997).
Po odchodu do důchodu pracoval na publikacích o obci Beluša.
Za svou práci byl několikrát oceněn. V roce 2004 získal Pribinov kríž III. stupňa za kulturní rozvoj Slovenské republiky.

## Dílo

### Knihy
- Štátny archív v Bytči (1959), Bratislava: Slovenská archívna správa Povereníctva vnútra, 179 s. – sprievodca po archívnych fondoch
- Štátny archív v Banskej Bystrici– pobočka v Bytči  (1965), Bratislava: Slovenská archívna správa – sprievodca po archívnych fondoch
- Bytčiansky zámok (1974), Martin: Osveta
- Exkurzia do archívu (1975), Martin: Osveta
- Stoličná správa na Orave v rokoch 1684–1849 (1976), Bratislava: SAV, 287s
- Sto rokov dobrovoľného požiarného zboru v Beluši 1878–1978 (1978), Beluša
- Bytča 1378–1978 (1978), Martin: Osveta
- Alžbeta Báthoryová a palatín Thurzo (1981, 1984), Martin: Osveta, 128 s. (druhé vydanie r. 1984, 125 s. )
- Neznámy Jánošík (1986), Martin: Osveta
- Od Čachtíc po Strečno (1989), Martin: Osveta, 232 s. ISBN 80-217-0053-X
- Žofia Bošňáková a Teplička nad Váhom (1993, 1996), Žilina: Jozef Blaha, 66 s. ISBN 80-966996-0-1. (druhé vydanie r. 1996, 66 s. ISBN 80-966996-4-4. , tretie vydanie Považská Bystrica: UNIPRINT, 1998, 65 s. ISBN 80-967996-0-6. )
- Beluša 1330–1995: pohľady do dejín (1994), Žilina: Jozef Blaha, 116 s. ISBN 80-966996-3-6
- Alžbeta Báthoryová a palatín Thurzo (1996), Žilina: Jozef Blaha, 103 s. ISBN 80-966996-6-0 – pravda o čachtické paní
- Beluša 1330–2002: pohľady do dejín (2002), Žilina: Jozef Blaha, 120 s. ISBN 80-88948-0-7-X
- Podoby dávnej a súčasnej Beluše (2005), Žilina: Jozef Blaha
- Alžbeta Báthoryová a jej obete (2007), Knižné centrum, ISBN 80-8064-290-7 – pravda o čachtické paní